# Дранчени (Васлуј)
Дранчени (рум. Drânceni) насеље је у Румунији у округу Васлуј у општини Дранчени. Oпштина се налази на надморској висини од 32 m.

## Становништво
Према подацима из 2011. године у насељу је живело 438 становника.